# Amarete
Amarete är en ort i Bolivia.   Den ligger i departementet La Paz, i den västra delen av landet, 600 kilometer nordväst om huvudstaden Sucre. Amarete ligger 3 376 meter över havet och antalet invånare är 2 203.
Terrängen runt Amarete är bergig norrut, men söderut är den kuperad. Amarete ligger nere i en dal. Runt Amarete är det glesbefolkat, med 11 invånare per kvadratkilometer.. Det finns inga andra samhällen i närheten.
Trakten runt Amarete består i huvudsak av gräsmarker.